# Rybińsk
Rybińsk (ros. Рыбинск) – miasto w środkowej części Rosji, w obwodzie jarosławskim, port nad Wołgą, w pobliżu Zbiornika Rybińskiego. Około 184,6 tys. mieszkańców (2020). W latach 1984–1989 nosiło oficjalnie nazwę „Andropow”, na cześć sekretarza generalnego KPZR Jurija Andropowa. W pobliżu miasta znajduje się port lotniczy Starosielje.

## Historia
Pierwsze wzmianki pochodzą z 1071 r. Początkowo był nazywany Ust-Szeksna, w 1504 nadano mu nową nazwę Rybia Wolność, od 1777 wieś uzyskała prawa miejskie i została nazwana Rybińsk. W 1921–1923 było to centrum Rybińskiej Prowincji. W 1946 przemianowane na Szczerbakow (na cześć działacza komunistycznego Aleksandra Szczerbakowa), w 1957 została przywrócona historyczna nazwa Rybińsk; w 1984 przemianowane na Andropow, w 1989 nazwę Rybińsk ponownie przywrócono. W 2006 przyznano status powiatu miejskiego.

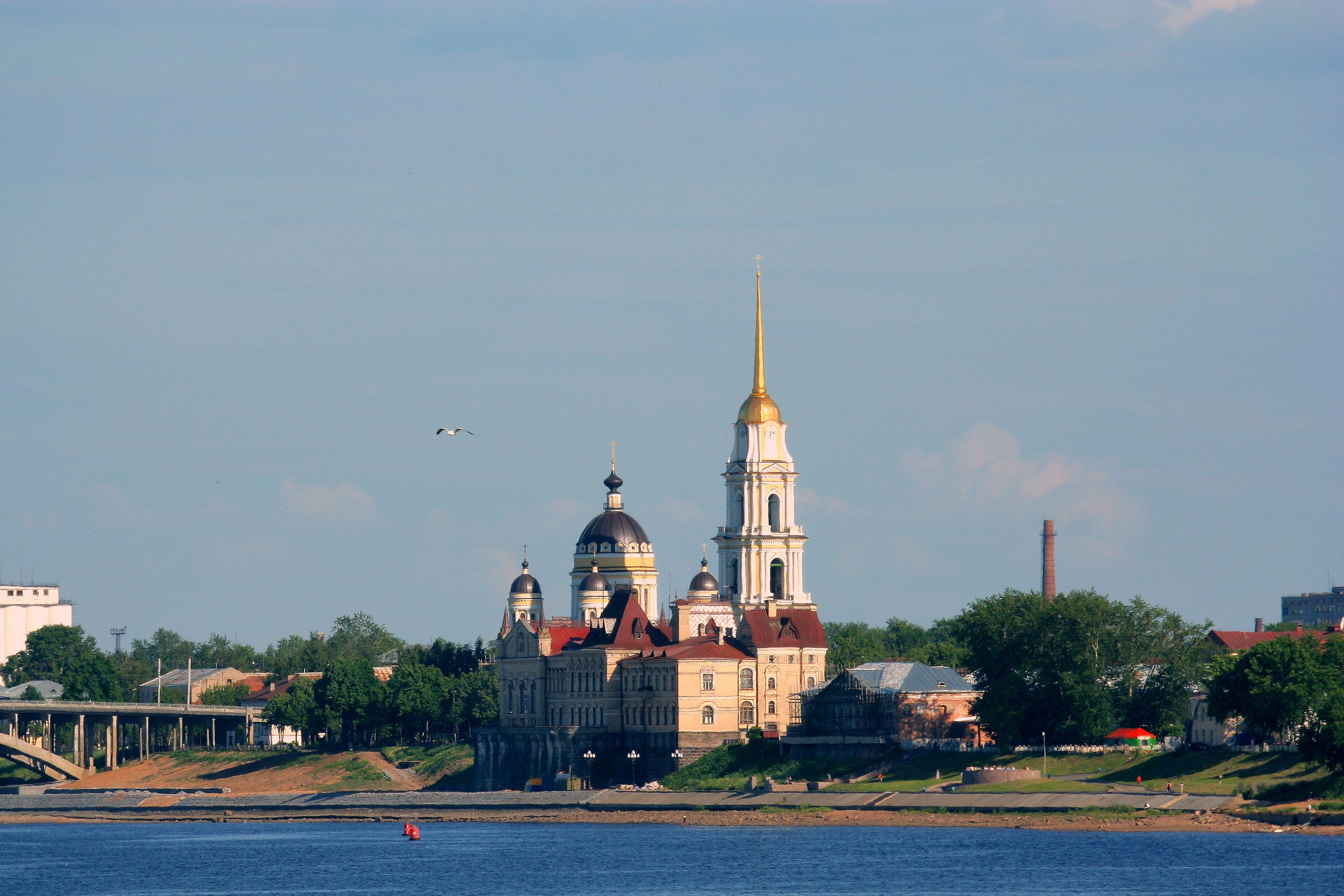
Sobór Przemienienia Pańskiego w Rybińsku
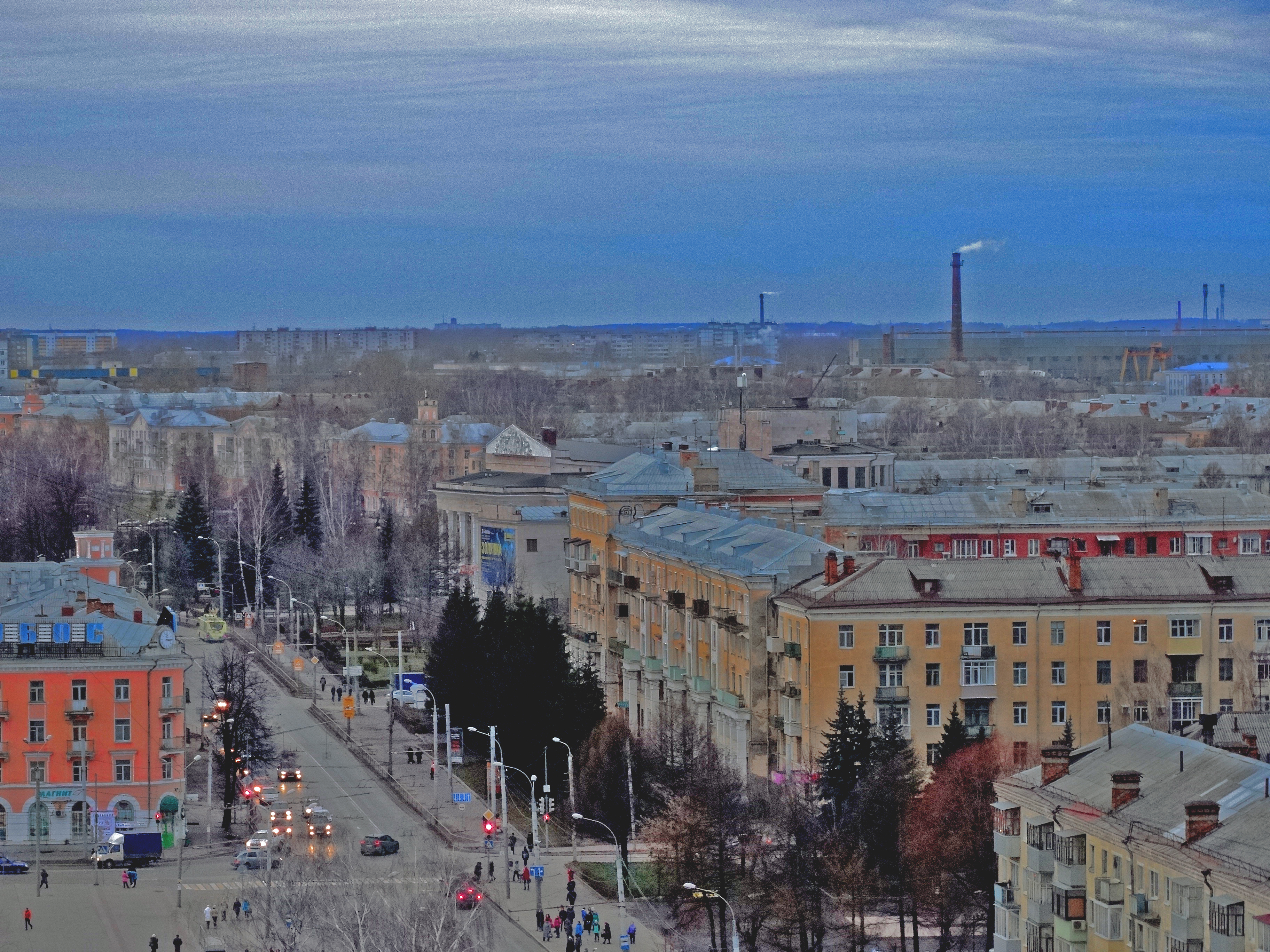
Zachodnia część miasta
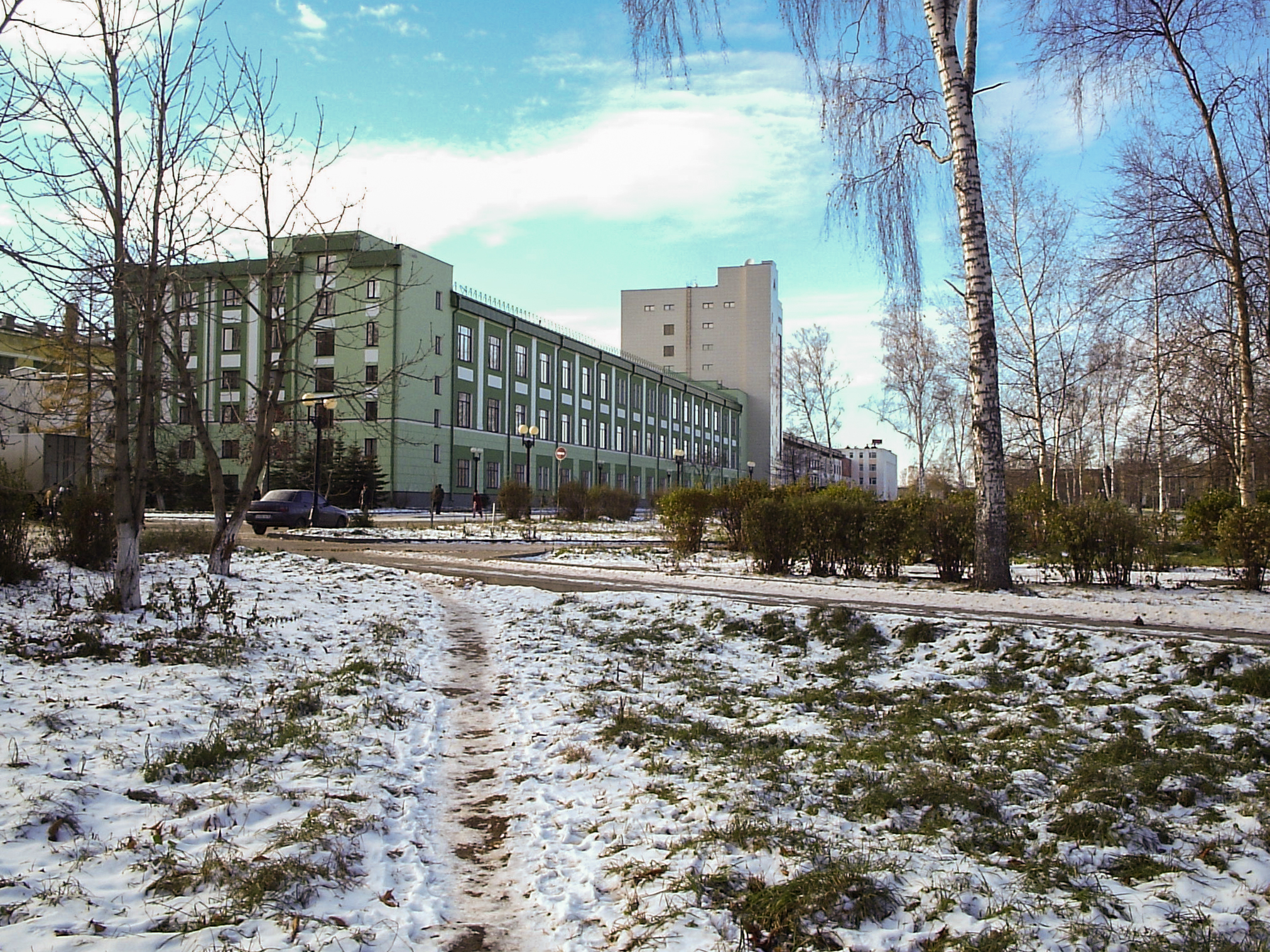
NPO Saturn
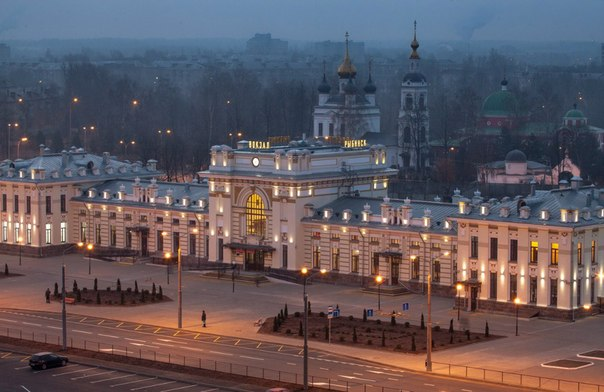
Stacja kolejowa, a w tle cerkwie
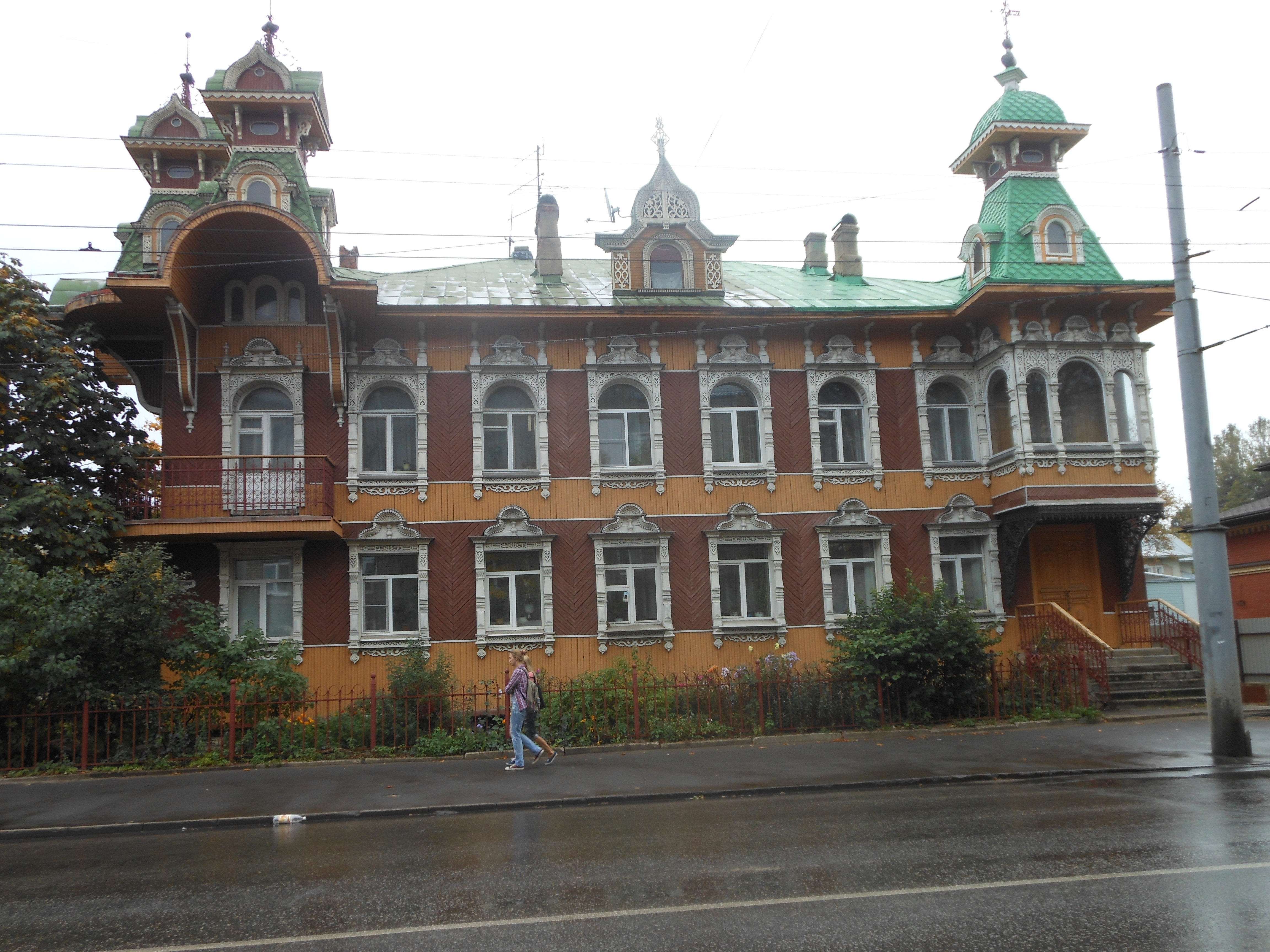
Jeden z zabytkowych drewnianych domów przy ul. Puszkina